# Estonská hokejová reprezentace
Estonská hokejová reprezentace patří mezi národní reprezentační mužstva v ledním hokeji. V žebříčku IIHF jí patří 26. místo. Tým spadá pod Estonskou hokejovou federaci (Eesti Jäähoki Liit).

## Mezinárodní soutěže

### Olympijské hry
Estonsko na turnajích v ledním hokeji na zimních olympijských hrách nikdy nestartovalo. Třikrát bylo vyřazeno v kvalifikaci.
| MS                     | Místo konání        | U   | Q  |
| ---------------------- | ------------------- | --- | -- |
| 1998 (předkvalifikace) | Lotyšsko (Riga)     | 27. | 4. |
| 2002 (předkvalifikace) | Estonsko (Tallinn)  | 21. | 3. |
| 2006 (předkvalifikace) | Francie (Briançon)  | 25. | 3. |
| 2010 (předkvalifikace) | Estonsko (Narva)    | 22. | 2. |
| 2014 (předkvalifikace) | Ukrajina (Kyjev)    | 28. | 4. |
| 2018 (předkvalifikace) | Maďarsko (Budapešť) | 25. | 3. |

### Mistrovství světa
Na mistrovství světa startovalo Estonsko vždy od roku 1993. Poté, co se probojovalo z kvalifikace a skupiny C do skupiny B si jednou neúspěšně zahrálo kvalifikaci o elitní skupinu. Nadále se pak pohybovalo mezi divizí I a II.
| MS                                | Místo konání                     | U                                | D                                | UD                               |
| --------------------------------- | -------------------------------- | -------------------------------- | -------------------------------- | -------------------------------- |
| MS – 1993 kvalifikace o skupinu C | Riga                             | 32.                              | D                                | 2.                               |
| MS – 1994 skupina C2              | Barcelona                        | 28.                              | D                                | 1.                               |
| MS – 1995 skupina C1              | Sofie                            | 24.                              | C                                | 4.                               |
| MS – 1996 skupina C               | Jesenice, Kranj                  | 25.                              | C                                | 5.                               |
| MS – 1997 skupina C               | Tallinn, Kohtla-Järve            | 23.                              | C                                | 3.                               |
| MS – 1998 skupina B               | Lublaň, Jesenice                 | 19.                              | B                                | 3.                               |
| MS – 1999 skupina B               | Odense, Rødovre                  | 22.                              | B                                | 6.                               |
| MS – 2000 skupina B               | Katovice, Krakov                 | 22.                              | B                                | 6.                               |
| MS – 2001 Divize I                | Lublaň                           | 27.                              | B                                | 11.                              |
| MS – 2002 Divize II               | Kapské Město                     | 29.                              | C                                | 1.                               |
| MS – 2003 Divize I                | Záhřeb                           | 22.                              | B                                | 6.                               |
| MS – 2004 Divize I                | Gdaňsk                           | 23.                              | B                                | 7.                               |
| MS – 2005 Divize I                | Eindhoven                        | 23.                              | B                                | 7.                               |
| MS – 2006 Divize I                | Tallinn                          | 24.                              | B                                | 8.                               |
| MS – 2007 Divize I                | Cicikar                          | 23.                              | B                                | 7.                               |
| MS – 2008 Divize I                | Sapporo                          | 27.                              | B                                | 11.                              |
| MS – 2009 Divize II               | Novi Sad                         | 31.                              | C                                | 3.                               |
| MS – 2010 Divize II               | Narva                            | 29.                              | C                                | 1.                               |
| MS – 2011 Divize I                | Kyjev                            | 27.                              | B                                | 11.                              |
| MS – 2012 Divize IIA              | Reykjavík                        | 29.                              | C                                | 1.                               |
| MS – 2013 Divize IB               | Doněck                           | 28.                              | B                                | 12.                              |
| MS – 2014 Divize IIA              | Bělehrad                         | 29.                              | C                                | 1.                               |
| MS – 2015 Divize IB               | Eindhoven                        | 27.                              | B                                | 11.                              |
| MS – 2016 Divize IB               | Záhřeb                           | 27.                              | B                                | 11.                              |
| MS – 2017 Divize IB               | Belfast                          | 26.                              | B                                | 10.                              |
| MS – 2018 Divize IB               | Kaunas                           | 25.                              | B                                | 3.                               |
| MS – 2019 Divize IB               | Tallinn                          | 26.                              | B                                | 4.                               |
| MS – 2020 Divize IB               | Zrušeno kvůli pandemii covidu-19 | Zrušeno kvůli pandemii covidu-19 | Zrušeno kvůli pandemii covidu-19 | Zrušeno kvůli pandemii covidu-19 |
| MS – 2021 Divize IB               | Zrušeno kvůli pandemii covidu-19 | Zrušeno kvůli pandemii covidu-19 | Zrušeno kvůli pandemii covidu-19 | Zrušeno kvůli pandemii covidu-19 |
| MS – 2022 Divize IB               | Tychy                            | 25.                              | B                                | 4.                               |
| MS – 2023 Divize IB               | Tallinn                          | 26.                              | B                                | 4.                               |